# Lamøya (Lamøyosen)
Lamøya (Lamøyosen) est une île norvégienne dans le comté de Hordaland. Elle appartient administrativement à Austevoll.

## Géographie
Rocheuse et couverte d'arbres, elle s'étend sur environ 788 m de longueur pour une largeur approximative de 205 m.